# WALL•E (videogioco)
WALL-E è un videogioco per Wii, macOS, Nintendo DS, PlayStation 2, PlayStation 3, PlayStation Portable, Xbox 360, Microsoft Windows e per i telefoni cellulare basato sul film della Pixar del 2008 WALL•E.

## Modalità di gioco
La versione della PlayStation 3, dell'Xbox 360, e della Wii permette di affrontare nove differenti livelli, in quella del PC, della PlayStation 2 e della PlayStation Portable invece diciotto livelli, mentre in quella del Nintendo DS, quattordici livelli. Quando un giocatore finisce un livello nella versione DS,  sblocca spezzoni del film visualizzabili in qualsiasi momento.  La versione della Wii è l'unica che comprende 3 testa-a-testa in modalità multigiocatore, mentre le versioni della PlayStation 3 e dell'Xbox 360 permettono di giocare come WALL•E o EVE. Le versioni del PC e della PS2 permettono al giocatore di avere soccorso utilizzando la musica durante il gioco.

## Supporto per Wii
La versione per Wii, oltre al telecomando e al Nunchuk, supporta anche il Wii Zapper, un guscio di plastica simile ad una pistola, in cui possono essere inseriti sia il Wii Remote sia il Nunchuk. Il gioco però non supporta la modalità HDTV/EDTV.

## Edizione per il Medio Oriente
In collaborazione con la Pluto Games, la THQ aveva deciso di pubblicare una edizione speciale del gioco per il Medio Oriente, ovvero un'edizione tradotta in arabo. Questa strategia è stata adottata per contribuire a giochi di monitoraggio nello Stato. Tuttavia, la traduzione in arabo del gioco è disponibile solo su PlayStation 3, PSP, e Xbox 360. L'edizione in arabo è stata pubblicata il 27 giugno 2008 (anche se il film è uscito nelle sale dello Stato il 3 luglio).